# Керимов, Паша Али оглы
Паша Али оглы Керимов (азерб. Paşa Əli oğlu Kərimov: 10 февраля 1959, Баку — 25 января 2024, Баку) — азербайджанский учёный, исследователь истории литературы, текстолог, доктор филологических наук, доцент, заместитель директора Института рукописей НАНА, глава отдела мультидисциплинарных рукописей и печатных книг, член Союза писателей Азербайджана, член редколлегии журнала «Азербайджан», «Вопросы филологии» и «Мультикультурализм», член Научно-художественного совета Переводческого центра при Кабинете министров Азербайджанской Республики.

## Биография
Родился в городе Баку в 1959 году.
С 1982 года работает в Институте рукописей НАН Азербайджана. В 1991 году защитил кандидатскую диссертацию на тему «Текстологическое исследование и научно-критический текст „Дивана“ Алиджана Говси Табризи», а в 2012 году докторскую диссертацию на тему «Азербайджанская тюркоязычная лирика XVII века». В 1999—2003 гг. работал учёным секретарём, а 2003—2011 гг. — в должности заместителя директора по научной работе Института рукописей. 2011—2014 гг, занимал пост директора Института Рукописей. Он в настоящее время заместитель директора Института и глава отдела мультидисциплинарных рукописей и печатных книг. П.Керимов ведет филологические и текстологические исследования и подготовку к изданию памятников классической литературы Азербайджана. Он впервые подготовил к печати диваны на турецком языке азербайджанских поэтов XVII века Говси Табризи, Муртазагулу хана Шамлу, Вахида Газвини, Садик бека Афшара, Юсиф бека Устаджлы, стихи поэта XIX века Мирзы Исмаила Гасири и ряд других памятников нашей литературы. П.Керимов с 1998 года является членом Союза писателей Азербайджана. Он неоднократно участвовал в научных конференциях, проводившихся в Анкаре, Башкенде, а в 2011 году на Днях азербайджанской культуры в Ватикане и в Риме, проводившихся по инициативе Фонда Гейдара Алиева. В 2001 г. и в 2009 г. был президентским стипендиатом. В 2010 году П. Керимов был награждён "Почётной грамотой президиума НАН Азербайджана. В 2012 году был награждён «Грамотой за заслуги в тюркской литературе», учреждённой Фондом Тюркской литературы. Президентом Азербайджанской Республики Ильхамом Алиевым 3 ноября 2015 года за заслуги в развитии Азербайджанской науки награждён медалью «Прогресс».

## Научная деятельность

### Монографии
1. Говси Тебризи «Диван» текстуальное исследования. Баку, Nurlan, 2005
2. Говси Тебризи «Диван» (научно-критический текст) Баку, Nurlan, 2006
3. Лирика семнадцатого века. Баку, Nurlan, 2011
4. Поэзия семнадцатого века. Баку, Nurlan, 2012
5. Садик-бек Садики Тюркоязычные творчество. Баку. Elm və Təhsil, 2013

### Статьи
1. Грани большого таланта
2. Книга о погибших за веру
3. Гюльшани-маариф
4. Великий суфий
5. XVII. yüzyıl Azerbaycan li̇ri̇k şi̇i̇ri̇ne halk edebi̇yatının etki̇si̇
6. Ali Şir Nevayi ve XVII. yüzyıl Azerbaycan li̇ri̇k şi̇i̇ri̇  (недоступная ссылка)
7. Бакинские Рукописи Дивана Махтумгули Фраги
8. Об азербайджанской тюркоязычной литературе XVII века

### Интервью
1. Наши рукописи рассеяны по всему свету
2. В некоторых источниках о Садиги говорят как об очень строптивом, непримиримом человеке
3. Интервью с заместителем Директора Института рукописей имени Физули, доктор филологических наук Пашой Керимовым
4. По значимости эту книгу можно сравнить разве что с поэмой Гомера для греков
5. Рукописи не горят…

он является редактором и составителем многих книг. опубликован 110 статей, 311 научных статей ученого и 10 статей были опубликованы в зарубежных странах.

## Награды
- 2001 —  Азербайджан | Союз писателей Азербайджана — награда «Тофик Байрам»
- 2009 —  Азербайджан |Специальная президентская стипендия для писателей в течение 1 года
- 2010 —  Азербайджан | Азербайджанская Национальная Академия Наук — «Почетная награда»
- 2012 —  Турция | Фонд Турецкая Литература — «Грамотa за заслуги в тюркской литературе»
- 03.11.2015 —  Азербайджан |  Государственная награда Азербайджанской Республики — Медаль «Прогресс»[6]
- 01.03.2017 — Награда Организации Экономического Сотрудничества в номинации "Наука и технологии"[7]
- 11.02.2019 —  Азербайджан | Институт рукописей НАНА Азербайджана — Почетная грамота
- 19.06.2019 —  Сербия | Сербская Королевская Академия —  медал "Иво Андрич"

## Участие в международных конференциях
- Узбекистан-2010 Международная научная конференция по истории совершение Xаджа
- Италия-2011 Дни культуры Азербайджана в Риме и Ватикане
- Турция-2012 Международная конференция посвященная Али Амири Эфенди
- Туркменистан-2014 Международная конференция по случаю 290-летия Махтумкули Фраги
- Туркменистан-2014 Дни культуры Туркменистана
- Афганистан-2016 Международный симпозиум посвященного 575-летию Алишера Навои
- Иран-2017 Международная конференция посвященной творчеству Саиба Тебризи
- Пакистан-2017 XIII саммит Организации Экономического Сотрудничества (ОЭС)
- Турция-2017 Международная конференция посвященной творчеству Мухаммед Хусейн Шахрияр
- Россия -2019 133-летие со дня рождения Кабдуллы Тукая
- Сербия -2019 научный симпозиум посвященный 650-летию Насими

## Фильмография
| Киностудия, Телеканал         | Название фильма | Год  | Сценарист | Aвтор | Режиссёр-постановщик | Aктер | Фильм о поэте | Тип фильма                  |
| ----------------------------- | --------------- | ---- | --------- | ----- | -------------------- | ----- | ------------- | --------------------------- |
| Киностудия «Aзербайджанфильм» | Kамень          | 1977 | зелёная ✓ | ❌    | ❌                   | ❌    | ❌            | Короткий анимационный фильм |